# Бэнк-стрит (Оттава)

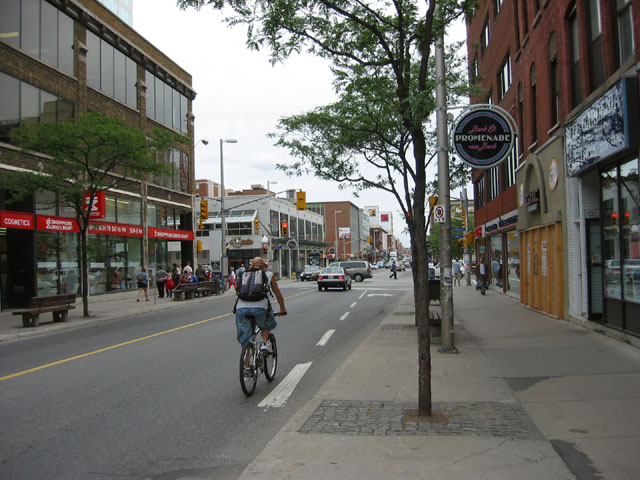
Бэнк-стрит на перекрёстке с Лорье-авеню, Даунтаун

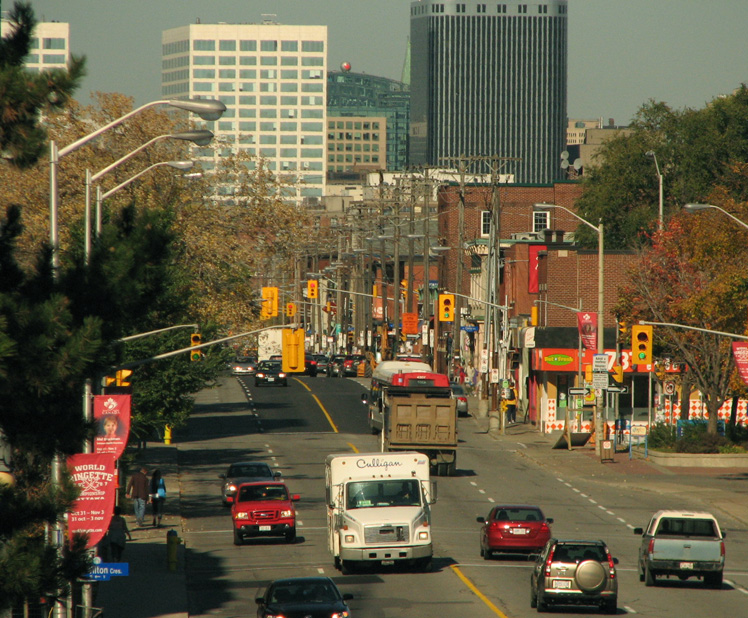
Бэнк-стрит, район Глиб, вид с юга на север

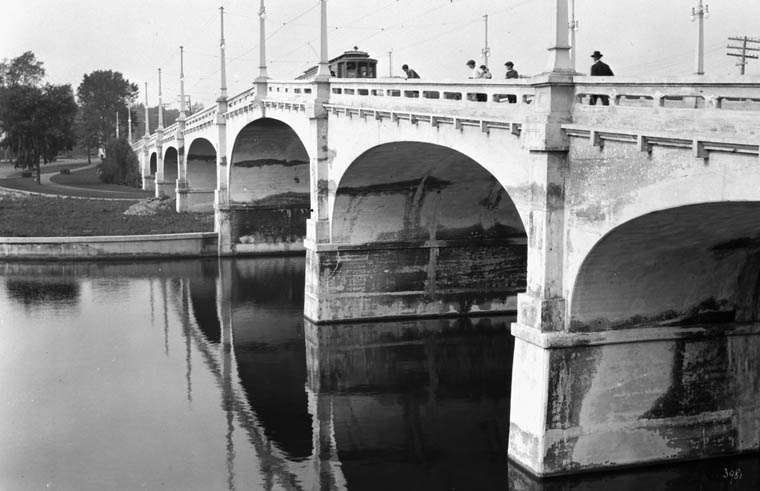
Мост Бэнк-стрит (между Олд-Оттава-Саут и Альта-Вистой), 1916

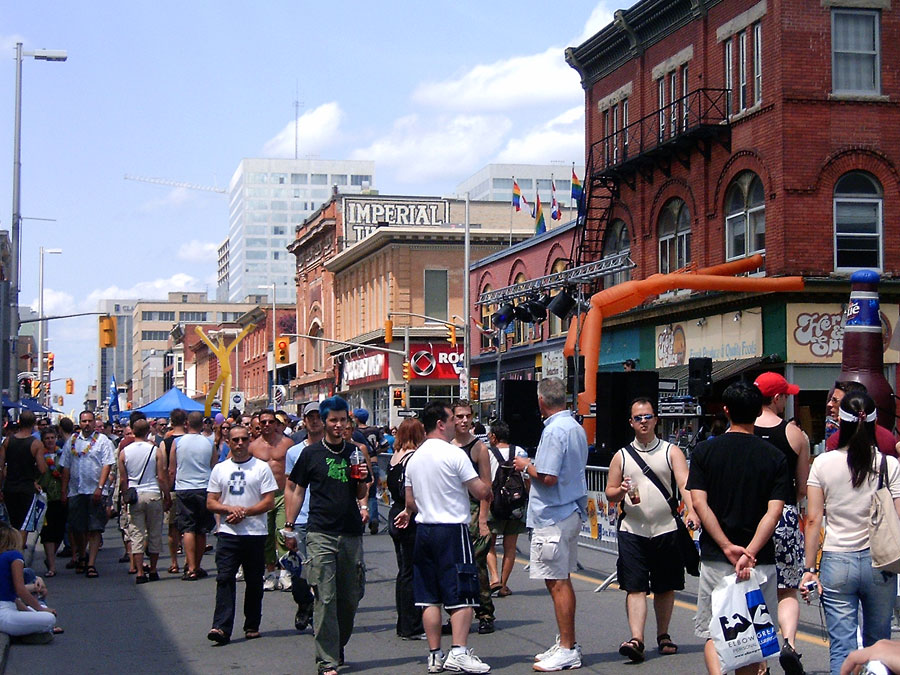
Гей-квартал на Бэнк-стрит в день августовского гей-парада

Бэнк-стрит, англ. Bank Street, фр. Rue Bank — улица г. Оттава. Идёт с севера на юг, начиная от Веллингтон-стрит (Парламентский холм), через центральную часть города (районы Даунтаун, Сентртаун, Глиб, Олд-Оттава-Саут, Альта-Виста, Хант-Клаб), затем через пригородные посёлки Блоссом-Парк, Литрим, Саут-Глостер, Грили, Меткалф, Спринг-Хилл и Вернон, и в районе Белмид-роуд выходит за пределы города.
Большая часть современной Бэнк-стрит (к югу от Херон-роуд) до 1998 г. составляла часть Онтарийского шоссе 31.

## История названия
Несмотря на распространённое мнение, название улицы не связано с штаб-квартирой Банка Канады на углу Бэнк-стрит и Веллингтон-стрит. Название улицы восходит к 19 веку, тогда как Банк Канады был основан лишь в 1934 г. Считается, что дорога получила своё название, поскольку она начиналась у набережной (англ. bank) реки Оттава. До этого улица называлась Эстер-стрит, англ. Esther Street, в честь супруги Джона Бая, создателя канала Ридо. В настоящее время улица не доходит до набережной, так как севернее, за Веллингтон-стрит, располагается Парламентский холм.

## Характеристика
Бэнк-стрит долгие годы служит неофициальной границей между «западом» и «востоком» Оттавы: в частности, до поглощения компании Maclean-Hunter компанией Rogers Cable в 1994 г. граница этих компаний кабельных услуг проходила по Бэнк-стрит: западная часть относилась к Maclean-Hunter, а восточная к Rogers.
В центральной части города, между Веллингтон-стрит и Гладстон-авеню, Бэнк-стрит представляет собой оживлённый торговый район, где расположено большое количество магазинчиков, кафе и ресторанов. Часть этого участка, между Западной Сомерсет-стрит и Гладстон-авеню, является центром ГЛБТ-сообщества Оттавы: здесь расположено множество гей-баров и магазинов, принадлежащих людям нетрадиционной ориентации.
Южнее, за магистралью Квинсуэй, начинается фешенебельный район Глиб. Здесь вдоль Бэнк-стрит, как и севернее, расположено много магазинов и ресторанов. На этом участке также находится парк Лэнсдаун. Здесь Бэнк-стрит представляет собой историческую городскую транспортную артерию, где пешеходное движение едва ли не такое же интенсивное, как и транспортное; движение транспорта по улице затруднено из-за её небольшой ширины и ограниченной возможности парковки.
Далее, за мостом Бэнк-стрит, пересекающим канал Ридо, находится не менее престижный район Олд-Оттава-Саут. Ещё южнее, за мостом Биллингс через реку Ридо, расположен торговый центр Billings Bridge Plaza, а ещё южнее — торговый центр South Keys Shopping Centre.
К югу от Биллингс-Бридж и до Литрим-роуд улица превращается в современную 4-полосную (местами 5-полосную) магистраль. К югу от Литрима она превращается в загородную 2-полосную магистраль с ограничением скорости в 80 км/ч вплоть до Вернона. С недавнего времени непосредственно к югу от Литрим-роуд стал развиваться новый перспективный район Финдли-Крик (Findlay Creek). Также Бэнк-стрит проходит через район Риверсайд-Саут.